# 饶平石楠
饶平石楠（学名：Photinia raupingensis）是蔷薇科石楠属的植物，为中国的特有植物。分布于中国大陆的广东、广西等地，多生于山坡杂木林中，目前尚未由人工引种栽培。

## 别名
细叶石斑树（广东土名）